# Unterseeboot 486
L'Unterseeboot 486, ou U-486, est un sous-marin allemand de type VIIC utilisé par la Kriegsmarine pendant la Seconde Guerre mondiale.

## Contexte
Avec plus de 700 unités, le sous-marin Type VII constitue le fer de lance de la flotte sous-marine allemande entre 1935 et 1945. Il existe en six versions (VII A à VII F) ; avec 663 unités, la version VII C est la plus courante, assumant la majorité des missions dans l'Atlantique et en Méditerranée.
Au début, ces bâtiments sont très efficaces ; les Alliés améliorent leurs méthodes de défense, notamment avec le radar, l'ASDIC/sonar et avec la surveillance aérienne des voies maritimes, les pertes s'accumulent. C'est pourquoi, en 1942-1943, leur armement antiaérien est nettement renforcé et le canon de 88 mm souvent supprimé. En arrière de la tourelle se trouvent plusieurs canons antiaériens de 20 et 37 mm, simples, doubles et parfois même quadruples. La profondeur de plongée est portée à 200 m. À partir de 1943, ils sont équipés d'un schnorchel rétractable permettant de recharger les batteries en plongée et de se déplacer sous l'eau en longues distances avec le moteur Diesel. Des radars passifs permettent de détecter d'éventuels dangers.
Sur 40 600 sous-mariniers, 30 246 ne sont pas revenus, 5 338 sont faits prisonniers. Les sous-marins allemands coulent 2 882 navires de commerce, soit plus de 14 millions de tonneaux, et 175 navires de guerre. Sur les 863 sous-marins engagés, 784 sont perdus.

## Construction
- 5 juin 1941 : la construction de ce bâtiment est ordonnée.
- 8 avril 1943 : début de construction au chantier naval Deutsche Werke AG (Kiel).
- 12 février 1944 : lancement.
- 22 mars 1944 : mise en service.

Il est l'un des neuf sous-marins de Type VII que la Kriegsmarine équipe d'un revêtement expérimental en caoutchouc synthétique de tuiles anéchoïques, connu sous le nom de "revêtement d'Alberich". Ce dernier est conçu pour atténuer la signature acoustique du submersible et contrer les dispositifs asdic des Alliés.

## Historique
L'U-486 lance une offensive en mer du Nord et dans la Manche, coulant quatre navires totalisant 20 000 tonneaux, avant d'être coulé devant Bergen le 12 avril 1945, par le sous-marin britannique HMS Tapir.
Les 48 membres d'équipage meurent dans cette attaque.
En décembre 1944, l'U-486 coule le Léopoldville.
Le 12 avril 1945, en patrouille au large de la Norvège, l'U-486 se fait surprendre par le HMS Tapir. Ce dernier le torpille et le coule. Aucun sous-marinier allemand ne survit.
En mars 2013, l'épave est découverte par la compagnie pétrolière norvégienne Statoil lors d'une campagne de pose de pipeline. Elle gît par 250 mètres de fond, à seulement 1,2 mille nautique de celle de son frère d'armes, l'U-864.

## Affectation
- 5 U-Flottille du 22 mars 1944 au 31 octobre 1944 (Période de formation).
- 11 U-Flottille du 1er novembre 1944 au 12 avril 1945 (Unité combattante).

## Commandement
- Oberleutnant zur See Gerhard Meyer du 22 mars 1944 au 12 avril 1945 (Croix de chevalier).

## Patrouilles
|       | Commandant          | Départ           | Départ   | Arrivée          | Arrivée  | Jours    | Succès   |
| ----- | ------------------- | ---------------- | -------- | ---------------- | -------- | -------- | -------- |
|       | Oblt. Gerhard Meyer | 6 novembre 1944  | Kiel     | 9 novembre 1944  | Horten   | 4 jours  |          |
|       | Oblt. Gerhard Meyer | 17 novembre 1944 | Horten   | 20 novembre 1944 | Egersund | 4 jours  |          |
| 1     | Oblt. Gerhard Meyer | 26 novembre 1944 | Egersund | 15 janvier 1945  | Bergen   | 51 jours | 19 821   |
| 2     | Oblt. Gerhard Meyer | 9 avril 1945     | Bergen   | 12 avril 1945    | Coulé    | 4 jours  |          |
| Total | Total               | Total            | Total    | Total            | Total    | 63 jours | 19 821 t |

Note : Oblt. = Oberleutnant zur See

## Navires détruits
L'U-486 coula 2 navires marchands pour un total de 17 651 tonneaux, 1 navire de guerre de 1 085 tonneaux et détruisit 1 navire de guerre de 1 085 tonneaux au cours des 2 patrouilles (63 jours en mer) qu'il effectua.
| Date             | Navire          | Nationalité | Tonnage | Sort         |
| ---------------- | --------------- | ----------- | ------- | ------------ |
| 18 décembre 1944 | Silverlaurel    | Royaume-Uni | 6 142   | Coulé        |
| 24 décembre 1944 | SS Léopoldville | Belgique    | 11 509  | Coulé        |
| 26 décembre 1944 | HMS Affleck     | Royal Navy  | 1 085   | Perte totale |
| 26 décembre 1944 | HMS Capel       | Royal Navy  | 1 085   | Coulé        |

### Sources
- René Alloin & Frédéric Stahl: Les sous-marins de la Kriegsmarine 1935-1945 (II), du U-201 à U-521, les U-Boots dans la tourmente.Navires et Histoire HS no 16, édition LELA Presse Outreau.  (ISSN 1280-4290)pages 108 et 133.
- Alexander Lüdeke (trad. de l'anglais par Michel Hourst), Armes et armements de la Seconde Guerre mondiale : armes de l'infanterie, véhicules non blindés, véhicules blindés, artillerie, armes spéciales, avions, navires, Bath (GB) New York Paris, Singapore etc. Parragon diff. Nov'edit, 2007, 320 p. (ISBN 978-1-4075-1024-8, OCLC 470723007, BNF 41299323), p. 278.